# مار زنگی دشتی
مار زنگی دشتی (نام علمی: Crotalus viridis) نام یک گونه از سرده مار زنگی است.